# Monte bajo y matorral del sureste de la península ibérica
El monte bajo y matorral del sudeste de la península ibérica es una ecorregión de la ecozona paleártica, definida por WWF, que se extiende, como su nombre indica, por el sureste de la península ibérica.

## Descripción
Es una ecorregión de bosque mediterráneo que ocupa 2900 kilómetros cuadrados en la costa de Murcia y Almería, en el sureste de España.
El clima es seco y caluroso.

## Flora
Es una ecorregión de matorral en la que los árboles están casi completamente ausentes.

## Fauna
La fauna de la región no está bien documentada. Entre las aves destacan el sisón común (Tetrax tetrax), la ganga ortega (Pterocles orientalis), la terrera marismeña (Calandrella rufescens), la cogujada montesina (Galerida theklae), la collalba negra (Oenanthe leucura) y la alondra de Dupont (Chersophilus duponti).
La ecorregión es un importante punto de parada para las aves migratorias entre Europa y África.

## Endemismos
El 42% de las especies vegetales son endémicas.

## Estado de conservación
En peligro crítico. Las principales amenazas son las explotaciones mineras, el pastoreo y el crecimiento del turismo y de la urbanización.